# Hill megye (Montana)
Hill megye az Amerikai Egyesült Államokban, azon belül Montana államban található. Megyeszékhelye és legnagyobb városa Havre. Lakosainak száma 16 309 fő (2020. április 1.). Hill megye Cypress County, Liberty, Chouteau és Blaine megyékkel határos.

## Népesség
A megye népességének változása:
| Lakosok száma | 16 144 | 16 402 | 16 410 | 16 568 | 16 572 | 16 309 |
|               | 2010   | 2011   | 2012   | 2013   | 2015   | 2020   |